# Líbia története Kadhafi idejében
A Líbiai Arab Dzsamahiríja (arabul : الجماهيرية العربية الليبية, Al-Jamāhīriyyah al-ʿArabiyyah al-Lībiyyah), – hivatalos nevén 1986-ig a Népi Szocialista Líbiai Arab Dzsamahiríja (الجماهيرية العربية الليبية الشعبية الإشتراكية, Al-Jamāhīriyyah al-ʿArabiyyah al-Lībiyyah aš-Šaʿbiyyah al-Ištirākiyyah) onnantól pedig Nagy Szocialista Népi Líbiai Arab Dzsamahiríja  –a Moammer Kadhafi vezette líbiai rezsim által használt hivatalos megnevezése volt az országnak. A vezér uralma több mint négy évtizedig, 1969-től 2011-ig tartott. Az ország neve 1969 és 1977 között Líbiai Arab Köztársaság (لجمهورية العربية الليبية, Al-Ǧumhūriyya al-ʿArabiyya al-Lībiyya) volt. Kadhafi ténylegesen 1969. szeptember 1-jétől vezette az országot, mikor egy államcsínyt végrehajtva fiatal líbiai katonákkal megdöntötte az addig uralkodó Idrisz líbiai király hatalmát. Elmenekülése után a Kadhafi vezette Líbiai Forradalmi Irányító Tanács eltörölte a monarchiát és az alkotmányt, s megalapította az új Líbiai Arab Köztársaságot, melynek jelmondata: "szabadság, szocializmus, egység" lett.
Hatalomra jutásuk után rögtön munkához látott, forrásokat csoportosított át annak érdekében, hogy mindenkinek biztosítva legyen az oktatás, az egészségügy és a lakhatás. A nem mindig teljesen hatékony reformok meghozták a hatásukat. A közoktatás ingyenes, az alapfokú oktatás pedig mind a fiúk, mind a lányok számára kötelező. Az orvosi ellátás szinte mindenki számára térítésmentesen elérhető. Az egyetlen feladat, amit nem sikerült végrehajtani, a lakhatás teljes körű biztosítása. 1977-ben Kadhafi átnevezte az országot. Ekkor lett belőle Líbiai Népi Arab Szocialista Dzsamahiríja. Ezt az államformát Kadhafi találta ki. Általában "a tömegek államának" szokták fordítani. Kadhafi idejében az átlagos jövedelem 11 000 dollárra növekedett. Ez akkoriban Afrikában az ötödik legmagasabb átlagjövedelem volt. A prosperáló gazdaság mellé azonban aggályos külpolitika és politikai elnyomás társult.
Az 1980-as és 1990-es években Kadhafi nyíltan támogatta a nemzetközi terrorizmust. Ennek hatása a nemzetközi elszigetelődés és Líbia amerikai bombázása lett. A 2001. szeptember 11-ei terrortámadások után azonban Kadhafi kihátrált a terrorizmus mögül. Ennek hatására az évtized folyamán normalizálódott az ország nemzetközi kapcsolatrendszere. Kadhafi utoljára 2009. szeptember 23-án, szinte önkívületi állapotban az ENSZ előtt elmondott 100 perces beszédével, illetve 2010. júliusában a G–8 olaszországi megbeszélésén képviselte Líbiát.
2011 elején az arab tavasz alatt polgárháború tört ki Líbiában is. A Kadhafi-ellenes erők 2011. február 27-én megalapították az Átmeneti Nemzeti Tanácsot. Ez a felkelők által ellenőrzött területeken működő ideiglenes szervezet volt. Számos támadás, háborús bűncselekmény miatt, és a további tömeggyilkosságok megakadályozása érdekében, a NATO vezette nemzetközi egységek március 21-én a civil lakosság védelme érdekében behatoltak az ország területére. 2011. június 27-én a Nemzetközi Büntetőbíróság kőrözést adott ki Kadhafi és szövetségesei ellen. Tripoli elestével Kadhafit elüldözték a központból, de elszórtan még két hónapig kitartottak a szövetségesei. Legtovább a 2011. szeptember 1-jétől az ország fővárosának számító Sirte és környéke tartott ki mellette. A Kadhafi támogatói kezén lévő utolsó városok eleste, Sirte elfoglalása és Kadhafi 2011. október 20-i halálhíre jelentette a Líbiai Arab Dzsamahiríja történetének a végét.

## 1969-es államcsíny
1959-ben a jelentős olajtartalék felfedezése és az ennek hatására kialakuló líbiai olajszektor által hozott bevételek lehetővé tették, hogy a Líbiai Királyság Afrika szegényei közül felemelkedjen, és az egyik leggazdagabb ország legyen a térségben. Bár a bevételek megnövelték a líbiai kormány költségvetési mozgásterét, elégedetlenségek robbantak ki, mivel a jövedelmek nagy része Idrisz király saját bevételét képezték. Ezt tetézte az akkoriban a Közel-Keleten és Afrikában kialakuló, és Líbiát is elérő nasszerizmus és arab nacionalizmus.
1969. szeptember 1-jén egy 70 fiatal katonából és más férfiakból álló, úgynevezett Szabad Hivatalnokok Mozgalma átvette a kormány felett az irányítást, és megbuktatta a líbiai monarchiát. A puccs Bengáziból indult, és két óra alatt az egész országban sikerrel végződött. A hadsereg gyorsan átállt a felkelők oldalára, és pár napon belül megszervezték Tripoli és a többi nagyváros katona ellenőrzését is. Az ország lakossága, főleg a fiatalabb, városokban élők kitörő lelkesedéssel fogadták a puccs hírét. Sokan attól tartottak, hogy a siker Cyrenaicában és Fezzanban ellenállásba ütközik. Ezek azonban alaptalan félelmeknek bizonyultak. A puccsal kapcsolatban egyetlen halálesetről vagy sérültről sem érkezett jelentés.
A puccs végrehajtását magára vállaló Szabad Közalkalmazottak Mozgalmát egy 12 tagú, magát Forradalmi Irányító Tanácsnak (RCC) nevező direktórium irányította. A puccs után belőlük alakult meg az új líbiai kormányzat. Szeptember 1-jei első kiáltványukban az RCC kinyilvánította, hogy az állam szabad és független ország lesz, neve pedig Líbiai Arab Köztársaságra változik. Az ország a „szabadság, egyenlőség, társadalmi igazságosság útján kíván járni, garantálja, hogy minden polgára egyenlő jogokkal rendelkezik, és megnyitja az ajtót mindenki számára a tisztességes munka előtt." Az eddig itt lévő törököket, olaszokat, és az épphogy elüldözött „reakcionista” rezsim korszakát a „sötét korszaknak” nevezte, míg az eljövendő jövő szerinte elhozza majd a növekedés, egyenlőség és elismertség korszakát.
Az RCC rögtön megnyugtatta a Líbiába delegált diplomatákat, hogy a forradalmi változásokat nem az országon kívülről kezdeményezték, és a megkötött szerződések, egyezmények változatlanul érvényben vannak. Ezek mellett garantálták a külföldiek és az általuk tulajdonolt javak védelmét. Világszere rettentő gyorsan elismerték az új kormány jogosságát. Az USA szeptember 6-án ismerte el az új államalakulatot.

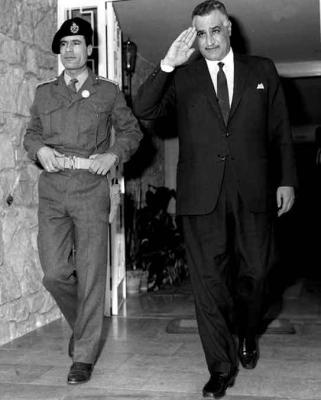
Kadhaffi (baloldalt) Gamal Abden-Nasszer egyiptomi elnökkel 1969-ben

Mivel a nemzetközi elszigeteltség veszélye elhárult az ország elől, innentől a legnagyobb veszélyt az elűzött király, Idrisz, vagy kievezett utódja, Hasan ar Rida visszatérése, vagy egy általuk szított felkelés jelentette. Hassan azonban napokon belül lemondott mindenféle trónigényéről, és támogatásáról biztosította az új rendszert. Az embereket is arra buzdította, hagyjanak fel a vérengzéssel, és fogadják el új kormányukat. Idrisz egyiptomi közvetítőn keresztül közölte Kadhafival, hogy elhatárolódik minden olyan kísérlettől, mely a brit intervenciót próbálja meg erőltetni, és bejelentette, lemond minden olyan lehetőségről, melynek kapcsán visszaszerezné a trónt. Ezért cserébe az RCC garantálta, hogy családjából azoknak, akik az országban maradtak, semmi bántódása nem fog esni. Kérésének megfelelően, Nasszer jóváhagyásával véglegesen Egyiptomba költözött, és száműzetését 1983-as haláláig itt töltötte le.
1969. szeptember 7-én az RCC bejelentette, hogy kinevezte az új köztársaság első kormányának tagjait. Miniszterelnöknek az Amerikában tanult, 1967-ben politikai tevékenységei miatt bebörtönzött műszaki szakembert, Mahmud Sulayman al-Maghribit nevezték ki. Ő állt a nyolctagú Minisztertanács élén. A miniszterek közül hatan – Maghrabihoz hasonlóan – civilek, ketten – Adam Said Hawwaz és Musa Ahmad – pedig katonák voltak. Egyikük sem tartozott az RCC tagjai közé. A Minisztertanács feladata "az állam általános, az RCC által meghatározott politikájának a végrehajtása" volt. Nem volt kétséges, hogy kinek a kezében összpontosul a tényleges hatalom. Másnap az RCC úgy határozott, Kadhafi kapitányt tábornokká nevezi ki, és innentől kezdve ő lesz a Líbiai Fegyveres Erők főparancsnoka. Bár az RCC szóvivője egészen 1970. januárig nem nevezte másképp a tagokat, mint addig, mindenki előtt világos volt, hogy Kadhafi de facto nemcsak a szövetség, hanem az ország feje is.
Az elemzők rögtön rámutattak, hogy a puccs kísértetiesen hasonlított arra az 1952-es egyiptomi puccsra, melynek következtében Nasszer szerezte meg a hatalmat. Világos volt, hogy a felkelés akkori vezetője volt a Szabad Közalkalmazottak Szövetségének a példaképe. 1969 végén a demokratikus intézményrendszer kialakításával egy időben az RCC vezetői bejelentették, hogy nem foglalnak állást a nagyhatalmak ellentétében, de mindenféle gyarmatosítást és az imperializmus összes manifesztálódását elítélik. Azt is világosan kijelentették, hogy Líbia az arab egység, Palesztina függetlenségének a pártján, Izrael ellen van. Az új rendszerben Líbia az "arab nép" része lett, az iszlámot pedig megtették államvallássá. Megszüntették a parlamenti intézményrendszert, minden jogalkotói hatáskör az RCC-nél összpontosult, és tovább folytatták a politikai pártok 1952-ben megkezdett üldöztetését. Az új rezsim – elsősorban az ateista nézetei miatt – kategorikusan visszautasította a kommunizmust, és megalkotta a szocializmus arab változatát. Ennek alapjai az iszlámén nyugszanak, azonban néhány társadalmi, politikai és gazdasági reformot mindenképp be kellett ehhez vezetni, Líbia – lényegében egyik napról a másikra – a tradicionálisan konzervatív arab államok közül átállt a radikális nacionalisták oldalára.

## Líbiai Arab Köztársaság (1969–1977)

### Kísérlet az államcsíny megdöntésére
A Líbiai Arab Köztársaság megalakítása után Kadhafi és társai azt hirdették, kormányuk nem egyszemélyi döntéseket fog hozni, hanem minden döntést kollektívan hoznak majd meg. Ennek ellenére hamarosan kiderült, hogy Kadhafi valójában diktátorként működik, a többiek pedig csak rábólintanak a döntéseire.
A kabinetet rögtön átalakították, amint kritikák érték a rezsim működését. 1969. decemberben Adam Said Hawwaz hadügyminisztert és Musa Ahmad belügyminisztert letartóztatták, és puccskísérlettel vádolták meg. A válság után alakított új kormányban Kadhafi,, az RCC vezetője, addigi posztját megtartva, egyúttal miniszterelnök és honvédelmi miniszter is lett. Major Abdel Salam Jallud, Kadhafi után az RCC második legerősebb embere lett a miniszterelnök-helyettes és a belügyminiszter. A kormánynak összesen 13 tagja volt, közülük öten egyben az RCC tisztviselői is. Másodszor 1970. júliusban kellett nagyobb ellenállással szembe néznie a kormánynak, mikor Abdullah Abid Sanusi és Ahmed al-Senussi – Idrisz király távoli unokatestvérei – és a Sayf an Nasr klán tagjai összeesküvéssel akarták megszerezni a hatalmat. Miután erre fény derült, ismét átalakították a kormányt. Ez volt az első alkalom, hogy a miniszterek többsége az RCC tagjai közül került ki.

### Kadhafi hatalmának megszilárdítása
Az RCC szóvivője már a kezdetektől jelezte, hogy a megbukott rezsim vezetőit felelősségre akarják vonni. 1971–1972-ben 200-nál is több kormányzati tisztviselőt – többek között miniszterelnököket, kancelláriaminisztereket – Idrisz királyt és a királyi család többmás tagját is korrupció és hazaárulás vádjával a Líbiai Népi Bíróság elé állították. Közülük többeket – akik Idrisz királyhoz hasonlóan száműzetésben voltak – távollétükben ítéltek el. Bár a vádlottak többségét felmentették, voltak 50 éves letöltendő, illetve hatalmas pénzbírságokat kiszabó ítéletek is. Öt halálos ítéletet hoztak, ezek közül azonban csak egynek az áldozata volt az országban. Fatima volt királynét öt, míg Hasan ar Ridát három év börtönre ítélték.
Ezalatt Kadhafi és az RCC feloszlatta a szanúszi rendet, és hivatalosan megpróbálták leértékelni a Líbia függetlenségének elérésében játszott szerepüket. A regionális és törzsi különbségeket amiatt ostorozta, hogy ezek a társadalmi fejlődés, valamint az arab egység megteremtésének útjában állnak. Eltörölte a hagyományos, törzsi alapon szervezett igazgatási rendszert, és a közigazgatási határokat úgy határozta meg, hogy azok átszelték a líbiai törzsek lakóhelyeit.
A Szabad Tisztviselők Mozgalmát az egyiptomi Arab Szocialista Unió mintájára ugyanarra a névre átnevezte. Ezzel együtt egypártrendszert vezettek be az országban. Lényegében „a nemzet kifejezésének eszköze” volt, melynek fő célja „a líbiaiak politikai éberségének felélesztése” és az, hogy „nyilvános vitákon keresztül segítse az RCC álláspontjának kialakítását." Minden szakszervezetet összevontak, a sztrájkot, törvénytelennek minősítették. Az addig is cenzúra alatt lévő sajtóról 1972-ben megállapították, hogy nem más, mint a forradalom ügynökeinek segítője. Az országban maradt olaszokat és zsidókat száműzték, vagyonukat pedig 1970-től folyamatosan államosították.

Az 1972-ben megalakult Arab Köztársaságok Szövetségének hivatalos, közös zászlaja.

Líbia Egyiptommal és Szíriával közösen 1972-ben csatlakozott az Arab Köztársaságok Szövetségéhez, de az elképzelt pánarab unuió nem hozta el az elvárt sikert, és 1973. után lényegében már tetszhalott volt.
Az idő múlásával Kadhafi hirtelen apokaliptikus látomásokat látott. Eszerint a forradalmi pánarabizmus és az iszlám erkölcsi fertőbe süllyed, melyet szavai szerint a reakcionista, imperialista, cionista démoni erők fognak kiváltani. Egyre nagyobb figyelmet kell fordítani a nemzetközi környezetre, és a belügyekkel nem kell olyan mértékben foglalkozni. Ennek eredményeképp a mindennapi ügyek intézését o Major Jallud vette át, aki 1972-ben az ország miniszterelnöke lett. Két évvel később Jallud az összes, még megmaradt hivatali és protokoll funkciót átvett, hogy a vezérnek elegendő ideje legyen az elméletek gyártására. A külföldi sajtó azt kezdte el találgatni, vajon csökkent-e Kadhafi súlya és tekintélye az RCC-n belül. Erre maga a vezető adta meg a választ, mikor neki látott a líbiai társadalom gyökeres átszervezésének.

### Kapcsolata a szovjet blokkal
A szeptemberi puccs után az amerikai légierő lelassította az előző rezsimmel kötött megegyezés értelmében megkezdett kivonulást a Líbiában üzemeltetett légi támaszpontról. Az utolsó amerikai katona 1970. június 11-én hagyta el az afrikai országot. Ez lett az egyik nemzeti ünnepük. Az Amerikával ápolt viszony megromlásával egyidejűleg Kadhafi szorosabbra fűzte a szálakat országa és a Szovjetunió, valamint más, kelet-európai államok között. Ezzel egyidejűleg fenntartotta az ország a semlegességét, és nem kívánta a szocializmus arab területeken történő térnyerését sem. A forradalom óta az ország hadserege az akkori 6000 főről felduzzadt, és az addigi brit fegyverek helyét korszerűbb, szovjet gyártmányok váltották fel.

### Olajpolitika
A líbiai forradalom gazdasági hátterét az olajkincse biztosította. Azonban a többi arab államhoz képest kicsinek minősült a készletek mérete. Ennek következtében Líbia jobban a gazdasági igényeihez tudta méretezni a kitermelését, és kisebb ráhatása volt az árak alakulására. Az olaj egyszerre kínált pénzügyi hátteret a roppant elszegényedett, fejletlen gazdaság és társadalmi rendszer átalakítására, és egy nagyon hatékony politikai fegyver volt az arab világ és Izrael között folyó harcban.
Az 1969-es forradalom után az ország nagyobb részt akart kihasítani az olajár emelkedésből származó haszonból, és nagyobb ellenőrzést akart gyakorolni az ország olajiparának fejlődése fölött. A külföldi érdekeltségű olajvállalatok 1971-ben megállapodtak, hogy háromszorosára emelik az olaj árát. Az addigi 90 cent helyett innentől 3,45 dollárba került egy barel olaj. Erre válaszul decemberben a líbiai kormány megváltoztatta a külpolitikai álláspontjait, és hirtelen államosította a British Petroleum líbiai érdekeltségeit, valamint a brit bankokból 550 millió dollárnyi befektetést vont ki. A British Petroleum nem fogadta el a neki felajánlott kárpótlást, és a brit kormány nem engedte meg, hogy az ország részese legyen a sterling övezetnek. 1973-ban a líbiai kormány bejelentette, hogy ellenőrző befolyást kíván szerezni az ország területén működő összes olajipari érdekeltségű társaságban. A lépés hatásaként 1974 elején az ország ellenőrzése alatt állt az olajipar 60%-a. Az év végére ez az arány hirtelen 70%-ig emelkedett. Mivel a külföldi szakértőkre és a tőkére szükség volt az olajkitermelés bővítésében az olaj kitermelésében és elosztásában, az új olajmezők felkutatásában, ezért a teljes államosítás szóba sem került.
Mivel az olaj egy olyan eszköz volt, mellyel szinte sakkban lehetett tartani Izraelt és nyugati szövetségeseit is, Líbia hevesen támogatta a Kőolaj-exportáló Országok Szervezete, az OPEC megalakítását. Nagy arányban kivette részét az olajárak emelésében, és a bevezetett embargók kialakításában is. Ezen lépések hatására Líbia olajbevétele úgy nőtt a négyszeresére, hogy ezen időszak – 1970 és 1974 között – a termelés mennyiségét felére csökkentették. Az olajtermelés tovább csökkent, 1975-ben 11 éves mélypontját érte el. A kormány az itt befolyt jövedelmekből más gazdasági szektorokat kezdett el fejleszteni. Innentől a termelés folyamatosan napi 2 millió barell körül volt. Mivel magas volt a líbiai nyersolaj kitermelési költsége, ezért az 1980-as években a termelés mennyisége, és így az ebből befolyt jövedelem is csökkent. Ehhez hozzájárult, hogy a fejlett világban az akkori recesszió amúgy is csökkentette az olajtermékek iránti igényt.
Líbia 1975-ben bejelentett Ötéves Gazdasági és Társadalom Átalakítási Programja (1967–1980) 20 millió dollárt irányzott elő olyan gazdasági ágazatok fejlesztésébe, melyből az országnak az olajtartalékok kimerülése esetén is biztos bevétele származik. Líbia élelmiszerekkel saját piacról történő önellátásának biztosítása érdekében a csomag legnagyobb részét a mezőgazdaság kapta meg. A forradalom előtt szinte nem is létezett ipari szektor az első, és az 1981-ben bejelentett második reformcsomag forrásaiból is jelentős mértékben részesedett.